# 保罗·朔克默勒
保罗·朔克默勒（德語：Paul Schockemöhle，1945年3月22日—），德国男子马术运动员。他曾代表西德参加1976年和1984年夏季奥林匹克运动会马术比赛，获得一枚银牌和一枚铜牌。

## 家庭
哥哥阿尔温·朔克默勒。